# 국립교통재활병원
국립교통재활병원(國立交通再活病院)은 교통사고 후 빠른 시간 내 사회에 복귀할 수 있도록 재활을 지원하고 능동적 복지를 실현하기 위하여 설립된 자동차사고 관련 재활치료를 전문으로하는 병원이다. 국토해양부(현 국토교통부)가 설립하여 위탁기관 선정 후 위탁 운영하는 체계로 2020년 현재 서울대학교병원에서 위탁운영하고 있다.  집중 재활치료 프로그램을 기본으로 근골격계재활센터, 척수손상재활센터, 뇌손상재활센터, 소아발달재활센터 등 4개 장애 유형별 전문 진료센터와 9개 질환별 특수 클리닉을 운영하고 있다. 경기도 양평군 양평읍 중앙로 260 (도곡리 621-1)에 소재하고 있다.

## 설립 근거
- 자동차손해배상 보장법[7]
  - 자동차손해배상 보장법 시행령[8]

## 연혁
- 2014년 10월 국립교통재활병원 개원
- 2019년 10월 서울대학교병원이 5년간 위탁 운영 시작

## 조직
병원장
| - 교통재활의료연구소 | - 진료부원장 - 각 진료과 - 뇌손상재활센터 - 척추손상재활센터 - 근골격계재활센터 - 소아재활센터 - 재활치료부 - 간호부 | - 행정부원장 - 기획팀 - 총무팀 - 정보지원Unit - 시설Unit - 원무팀 |